# Carlo Petrini
Carlo Petrini (Monticiano, 29 maart 1948 – 16 april 2012) was een Italiaans voetballer en voetbalcoach.   Petrini speelde voor AC Milan, Torino F.C., AS Varese 1910, Ternana Calcio, A.S. Roma, Hellas Verona. en Bologna F.C. 1909 in Serie A.